# 河陽村
河陽村（かわおもてそん）は、岡山県真庭郡にあった村。現在の真庭市赤野、下見、田原、西原、法界寺に当たる。

## 歴史
- 1889年（明治22年）6月1日 - 町村制施行に伴い、大庭郡赤野村、下見村、田原村、西原村、法界寺村が合併して河陽村となる。大字西原に役場を置く。
- 1900年（明治33年）4月1日 - 大庭郡が真島郡と合併し、真庭郡となる。河陽村は真庭郡の所属となる。
- 1905年（明治38年）9月1日 - 河陽村が真庭郡大庭村と合併して、川東村となる。同日河陽村は廃止。

## 大字
現在はすべて真庭市の大字として継承されている。右の数字は現在の郵便番号。
- 赤野（あかの） 〒719-3101
- 下見（しもみ） 〒719-3123
- 田原（たはら） 〒719-3104
- 西原（にしばら） 〒719-3105
- 法界寺（ほうかいじ）〒 719-3125

## 現在の様子

### 教育

#### 小学校
- 真庭市立川東小学校

### 交通

#### 鉄道
- JR姫新線：美作落合駅

#### 道路

##### 高速道路
IC、SA等はなし。中国自動車道が通過のみ。

##### 国道
旧村内を走る国道なし。

##### 県道
- 主要地方道

旧村内を走る主要地方道なし。
- 一般県道
  - 岡山県道329号西原久世線
  - 岡山県道411号垂水追分線

### 河川・山岳

#### 河川
- 旭川

### 寺院・神社

#### 寺院
- 光林寺
- 法泉寺

#### 神社
- 橿原神社
- 下見神社
- 八幡神社